# Nahverkehr in Düsseldorf
Der öffentliche Personennahverkehr in der nordrhein-westfälischen Landeshauptstadt Düsseldorf besteht aus
- Bus-, Stadt- und Straßenbahnlinien, die fast alle von der Rheinbahn betrieben werden, und
- Regional-Express-, Regionalbahn- und S-Bahn-Linien, welche von der Deutschen Bahn und weiteren Eisenbahngesellschaften betrieben werden.

In Düsseldorf gibt es mehrere große Umsteigeknoten, wobei zu den größten der Hauptbahnhof und der U-Bahnhof Heinrich-Heine-Allee in der Altstadt, der Südpark und der Bahnhof Benrath im Süden, die Vennhauser Allee im Stadtteil Eller im Osten oder auch die Heinrichstraße am Mörsenbroicher Ei im Norden zählen.

## Hintergrund

### Geschichte
Die Geschichte des Düsseldorfer Personennahverkehrs reicht bis in das Jahr 1876 zurück. Seitdem hat sich der schienengebundene Nahverkehr im Stadtgebiet von einer anfänglichen Pferdebahn zur heutigen Straßen- und Stadtbahn entwickelt. Bereits ab 1838, als das erste Teilstück der heutigen Bahnstrecke Düsseldorf–Wuppertal zwischen Düsseldorf und Erkrath und somit die erste dampfbetriebene Eisenbahnstrecke im Westen Deutschlands in Betrieb genommen wurde, entstanden Eisenbahnverbindungen in die Region und zu den Nachbarstädten. Als ein Verkehrsmittel des Düsseldorfer Schnellverkehrs nutzt heute die S-Bahn diese gewachsene Infrastruktur. Seit 1891 ist der heutige Hauptbahnhof der wichtigste Bahnhof der Eisenbahn. Ergänzt wurde das Eisenbahnnetz durch zwei als Kleinbahn betriebene Überlandstraßenbahn-Strecken nach Krefeld (seit 1898) und nach Duisburg (seit 1900), die auch die Keimzelle des heutigen Stadtbahnnetzes, dem zweiten Standbein des städtischen Schnellverkehrs, bildeten. Seit 1924 verkehren zudem Omnibusse in Düsseldorf und Umgebung. Neben der Versorgung von Gebieten, die nicht mit der Straßenbahn erreichbar waren, durch Stadtbusse übernahmen Fernlinien später auch die stillgelegten Straßenbahnstrecken nach Moers, Vohwinkel und Ohligs.

### Technische Infrastruktur
Bis auf den SkyTrain – einer Hängebahn zwischen dem Fernbahnhof und den Terminals des Flughafens – verkehren alle Bahnen auf Schienen mit einer Spurweite von 1435 Millimetern (Normalspur). RegionalExpress-Züge, Regional- und S-Bahnen einerseits sowie Stadt- und Straßenbahnen andererseits nutzen voneinander unabhängige Streckennetze. Linien, auf denen Stadtbahnzüge wie bei der Stadtbahn Karlsruhe und RegioTram Kassel sowohl Straßenbahn- als auch Eisenbahngleise befahren, wurden diskutiert aber nicht realisiert. Während die RegionalExpress-Züge und Regionalbahnen teilweise die Gleise des Schienenpersonenfernverkehrs mitbenutzen müssen, verkehren die S-Bahnen auf separaten Gleisen und halten an eigenen Bahnsteigen der 25 Haltepunkte im Stadtgebiet.
Stadt- und Straßenbahnen nutzen gemeinsam ein Streckennetz mit einheitlicher Spurweite und elektrischer Versorgung (720 Volt Gleichstrom, bereitgestellt durch 57 Unterwerke).

## Innerstädtischer Verkehr

### Stadtbahn
Hauptverkehrsträger des innenstädtischen Verkehrs ist das normalspurige Stadtbahn-Netz, das seit 1978 existiert. Es bedient in der Innenstadt drei unterirdische Stammstrecken, von denen die ersten beiden im 1978 eröffneten Innenstadttunnel verlaufen und die dritte durch den 2016 eröffneten Wehrhahn-Tunnel vom S-Bahnhof Wehrhahn zum S-Bahnhof Bilk. Der Hauptknotenpunkt des Stadtbahn-Netzes ist der U-Bahnhof Heinrich-Heine-Allee, welcher als einziger U-Bahnhof der Stadtbahn Düsseldorf von allen Stadtbahnlinien bedient wird. Die Stammstrecken 1 und 2 mit den Linien U70 und U74 bis U79 werden mit Hochflurlinien und die dritte Stammstrecke mit den Linien U71 bis U73 und U83 wird mit Niederflurlinien bedient.

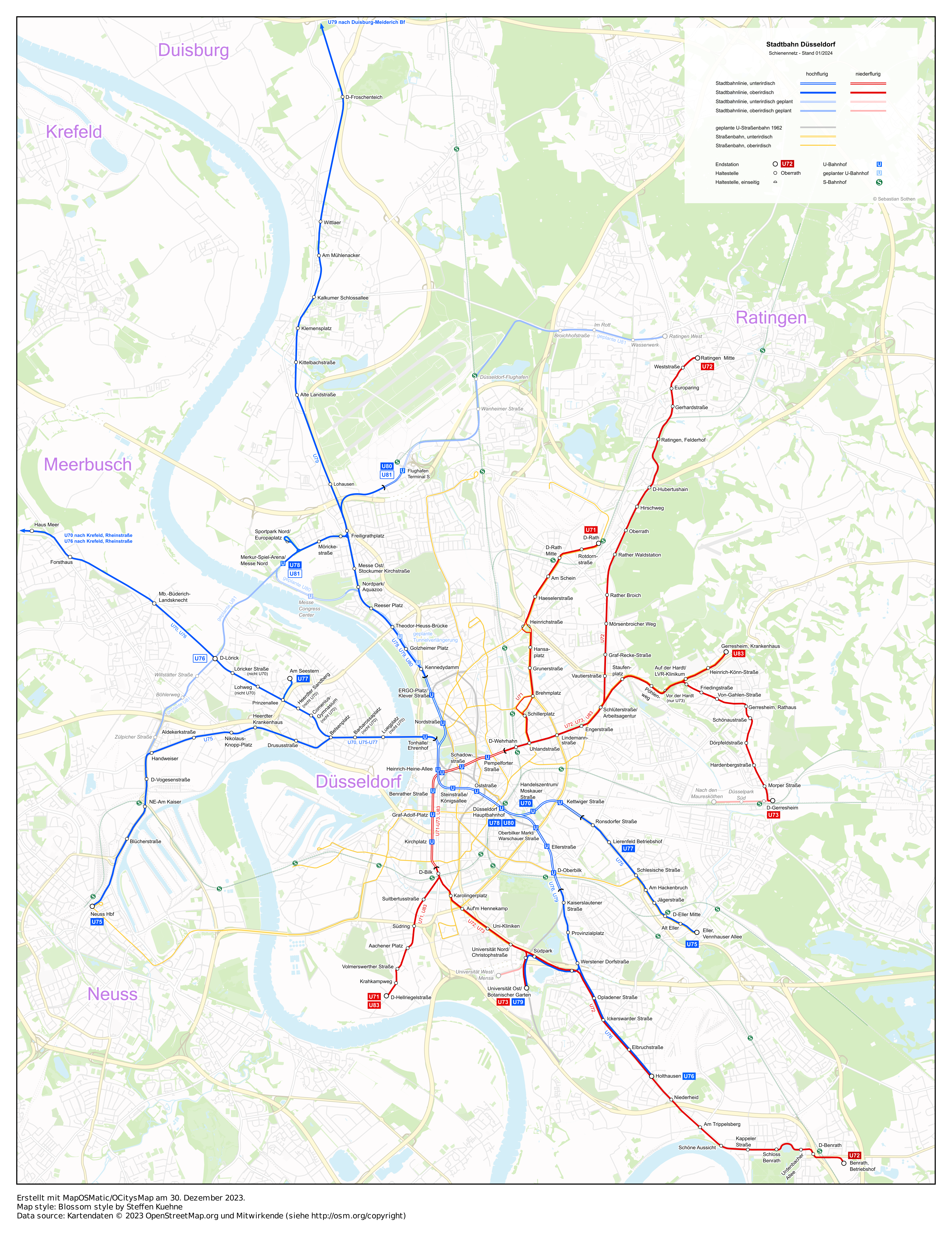
Netz der Stadtbahn Düsseldorf

| Linie | Verlauf / Anmerkungen | Takt (Mo–Fr)                              |
| ----- | --- | ----------------------------------------- |
|       | Krefeld, Rheinstraße – Krefeld Hbf – Dießem – Königshof – KR-Fischeln, Grundend – Meerb.-Osterath, Hoterheide – Bovert – Haus Meer – Büderich, Landsknecht – D-Lörick – Prinzenallee – Belsenplatz – Tonhalle/Ehrenhof – U Heinrich-Heine-Allee – U Steinstraße/Königsallee – U Oststraße – U Düsseldorf Hbf ← U D-Handelszentrum/Moskauer Straße Hochflurbetrieb der Rheinbahn; ehemalige K-Bahn; ergänzender Schnellverkehr zur Linie U 76 während der HVZ; es werden nicht alle Haltestellen der Linie U 76 bedient. | 20 min                                    |
|       | ( D-Rath 1 – Rotdornstraße – D-Rath Mitte – Am Schein – Haeselerstraße – ) Heinrichstraße 2 – Hansaplatz – Grunerstraße – Brehmplatz – Schillerplatz – Uhlandstraße – D-Wehrhahn – U Pempelforter Straße – U Schadowstraße – U Heinrich-Heine-Allee – U Benrather Straße – U Graf-Adolf-Platz – U Kirchplatz – D-Bilk – Suitbertusstraße – Südring – Flehe, Aachener Platz – Volmerswerther Straße – Krahkampweg – D-Volmerswerth, Hellriegelstraße3 Niederflurbetrieb der Rheinbahn; Abschnitt 2–3 dieser Linie gehört zum Düsseldorfer Nachtnetz; Abschnitt 1–2: Betrieb nur Mo–Fr 6–20 Uhr und Sa 9–20 Uhr; Abweichender Takt im Abschnitt 2–3: samstags 0–4 Uhr alle 30 min und 9–20 Uhr alle 10 min sowie sonn- und feiertags 0–4 Uhr und 5–9 Uhr alle 30 min und 13–20 Uhr alle 15 min | 20 min                                    |
|       | Ratingen Mitte – Weststraße – Europaring – Gerhardstraße – Ratingen, Felderhof – D-Hubertushain – Hirschweg – Oberrath – Rather Waldstadion (D-Rath , 400 m) – Rather Broich – Mörsenbroicher Weg – Graf-Recke-Straße – Vautierstraße – Schlüterstraße/Arbeitsagentur – Engerstraße – Lindemannstraße – Uhlandstraße – D-Wehrhahn – U Pempelforter Straße – U Schadowstraße – U Heinrich-Heine-Allee – U Benrather Straße – U Graf-Adolf-Platz – U Kirchplatz – D-Bilk – Karolingerplatz – Auf’m Hennekamp – Uni-Kliniken – Universität Nord/Christophstraße – Südpark – Werstener Dorfstraße – Opladener Straße – Ickerswarder Straße – Elbruchstraße – Holthausen – Niederheid – Am Trippelsberg – Schöne Aussicht – Kappeler Straße – Schloss Benrath – Urdenbacher Allee – D-Benrath – D-Benrath, Betriebshof Niederflurbetrieb der Rheinbahn; Linie gehört zum Düsseldorfer Nachtnetz; Abweichender Takt: So 13–20 Uhr alle 15 min, Mo–Fr 21–23, Sa–So 20–23 Uhr, Sa 6–9 Uhr und So 9–13 Uhr alle 20 min, Sa–So 0–4 Uhr und So 5–9 Uhr alle 30 min | 10 min                                    |
|       | D-Gerresheim – Morper Straße –Hardenbergstraße – Dörpfeldstraße – Schönaustraße – Gerresheim Rathaus – Von-Gahlen-Straße – Friedingstraße – Auf der Hardt/LVR-Klinikum → Vor der Hardt – Pöhlenweg – Staufenplatz – Schlüterstraße/Arbeitsagentur – Engerstraße – Lindemannstraße – Uhlandstraße – D-Wehrhahn – U Pempelforter Straße – U Schadowstraße – U Heinrich-Heine-Allee – U Benrather Straße – U Graf-Adolf-Platz – U Kirchplatz – D-Bilk – Karolingerplatz – Auf’m Hennekamp – Uni-Kliniken – Universität Nord/Christophstraße – Südpark – D-Universität Ost/Botanischer Garten Niederflurbetrieb der Rheinbahn; Linie gehört nicht zum Düsseldorfer Nachtnetz; Abweichender Takt: So 13–20 Uhr alle 15 min, Mo–Fr 21–0 Uhr (ab 29.08.2018, davor 20–0 Uhr), Sa 6–9 Uhr und So 9–13 Uhr alle 20 min, Sa–So 5–9 Uhr alle 30 min | 10 min                                    |
|       | Neuss Hbf – Blücherstraße – NE Am Kaiser – D-Heerdt, Vogesenstraße – Handweiser – Aldekerkstraße – Heesenstraße – Nikolaus-Knopp-Platz – Dominikus-Krankenhaus – Drusustraße – Belsenplatz – Barbarossaplatz – Luegplatz – Tonhalle/Ehrenhof – U Heinrich-Heine-Allee – U Steinstraße/Königsallee – U Oststraße – U Düsseldorf Hbf – U Handelszentrum/Moskauer Straße – U Kettwiger Straße – Ronsdorfer Straße – Lierenfeld, Betriebshof – Schlesische Straße – Jägerstraße – D-Eller Mitte – Alt Eller – D-Eller, Vennhauser Allee Hochflurbetrieb der Rheinbahn; Linie gehört zum Düsseldorfer Nachtnetz; Abweichender Takt: Mo–Fr 21–0 Uhr, Sa 7–9, So 8–20 Uhr alle 15 min; So 5–9 Uhr alle 30 min | 10 min                                    |
|       | Krefeld, Rheinstraße1 – Krefeld Hbf – Dießem – Königshof – Fischeln – KR-Fischeln, Grundend – Osterath, Görgesheide2 – Hoterheide – Kamperweg – Bovert – Haus Meer – Forsthaus – Büderich, Landsknecht – Düsseldorf-Lörick3 – Löricker Straße – Lohweg – Prinzenallee – Heerdter Sandberg – Comenius-Gymnasium – Belsenplatz – Barbarossaplatz – Luegplatz – Tonhalle/Ehrenhof – U Heinrich-Heine-Allee – U Steinstraße/Königsallee – U Oststraße – U Düsseldorf Hbf – U Oberbilker Markt/Warschauer Straße – U Ellerstraße – U D-Oberbilk – Kaiserslautener Straße – Provinzialplatz – Werstener Dorfstraße – Opladener Straße – Ickerswarder Straße – Elbruchstraße – D-Holthausen4 Hochflurbetrieb der Rheinbahn; ehemalige K-Bahn; Abschnitt 3–4 dieser Linie gehört zum Düsseldorfer Nachtnetz; in den Schulferien gilt ein besonderer Fahrplan. Abweichender Takt: Abschnitt 3–4: Mo–Sa 21–0 Uhr und So alle 15 Minuten; Abschnitt 1–3: Mo–Sa 21–0 Uhr und So alle 30 Minuten | 20 min (1-3) 10 min (3-4)                 |
|       | D-Lörick, Am Seestern – Prinzenallee – Heerdter Sandberg – Comenius-Gymnasium – Belsenplatz – Barbarossaplatz – Luegplatz – Tonhalle/Ehrenhof – U Heinrich-Heine-Allee – U Steinstraße/Königsallee – U Oststraße – U Düsseldorf Hbf – U Handelszentrum/Moskauer Straße – U Kettwiger Straße – Ronsdorfer Straße – Lierenfeld, Betriebshof Hochflurbetrieb der Rheinbahn; verkehrt nur Mo–Fr 5–21 Uhr und Sa 8–21 Uhr | 10 min                                    |
|       | Merkur Spiel-Arena/Messe Nord ( ← Sportpark Nord/Europaplatz ) – Mörikestraße – Freiligrathplatz – Messe Ost/Stockumer Kirchstraße – Nordpark/Aquazoo – Reeser Platz – Theodor-Heuss-Brücke – Golzheimer Platz – Kennedydamm – U Victoriaplatz/Klever Straße – U Nordstraße – U Heinrich-Heine-Allee – U Steinstraße/Königsallee – U Oststraße – U Düsseldorf Hbf Hochflurbetrieb der Rheinbahn; Linie gehört nicht zum Düsseldorfer Nachtnetz Abweichender Takt: Mo–Fr 19–20 Uhr, Sa–So 8–20 Uhr alle 15 min, täglich 20–22 Uhr alle 30 min; Bedienung der Haltestelle Sportpark Nord/Europaplatz Mo–Sa 8–20 Uhr und So 9–20 Uhr im 30-Minuten-Takt aber nicht an Messetagen und bei Veranstaltungen in der Arena; Linie verkehrt an Messetagen auch Sa und So ab 7:30 Uhr im 10-Minuten-Takt. | 10 min                                    |
|       | ( U DU-Meiderich Bf 1 – U Auf dem Damm – ) U Duissern2 – U Duisburg Hbf – U König-Heinrich-Platz – U Steinsche Gasse – Platanenhof – Musfeldstraße – Kremerstraße – Karl-Jarres-Straße – Grunewald – Grunewald Betriebshof – Kulturstraße – Im Schlenk – Waldfriedhof – Münchener Straße – Sittardsberg – Mühlenkamp – St. Anna Krankenhaus – Angerbogen (nie in Betrieb genommen) – DU-Kesselsberg3 – D-Froschenteich – Wittlaer4 – Am Mühlenacker – Kalkumer Schlossallee – Klemensplatz – Kittelbachstraße – Alte Landstraße – Lohausen – Freiligrathplatz – Messe Ost/Stockumer Kirchstraße – Nordpark/Aquazoo – Reeser Platz – Theodor-Heuss-Brücke – Golzheimer Platz – Kennedydamm – U Victoriaplatz/Klever Straße – U Nordstraße – U Heinrich-Heine-Allee – U Steinstraße/Königsallee – U Oststraße – U Düsseldorf Hbf 5 (– U Oberbilker Markt/Warschauer Straße – U Ellerstraße – U D-Oberbilk – Kaiserslauterner Straße – Provinzialplatz – Werstener Dorfstraße – Südpark – D-Universität Ost/Botanischer Garten6 ) Hochflurbetrieb der Rheinbahn und DVG; ehemalige D-Bahn; Abschnitt 4–5 gehört zum ; in den Schulferien gilt ein besonderer Fahrplan. 15-Minuten-Takt auch im Abschnitt 2–6 Sa 5–19 Uhr und im Abschnitt 4–5 Mo–Fr 21–0 Uhr (ab 29.08.2018, davor 20–0 Uhr), Sa 20–0 Uhr und So 5–0 Uhr 30-Minuten-Takt im Abschnitt 2–6 Mo–Fr 19–22 Uhr und Sa 7–20 Uhr und im Abschnitt 1–2 Sa 9–18 Uhr und So 12–19 Uhr | 15 min (1–3) 10/20 min (3–4) 10 min (4–6) |
|       | D-Gerresheim, Krankenhaus – Heinrich-Könn-Straße – Auf der Hardt/LVR-Klinikum – Pöhlenweg – Staufenplatz – Schlüterstraße/Arbeitsagentur – Engerstraße – Lindemannstraße – Uhlandstraße – D-Wehrhahn – U Pempelforter Straße – U Schadowstraße – U Heinrich-Heine-Allee – U Benrather Straße – U Graf-Adolf-Platz – U Kirchplatz – D-Bilk – Suitbertusstraße – Südring – Flehe, Aachener Platz – Volmerswerther Straße – Krahkampweg – D-Volmerswerth, Hellriegelstraße Niederflurbetrieb der Rheinbahn; Linie gehört nicht zum Düsseldorfer Nachtnetz Abweichender Takt: Mo–Sa 21–0 Uhr und So alle 30 Minuten | 20 min                                    |

### Straßenbahn

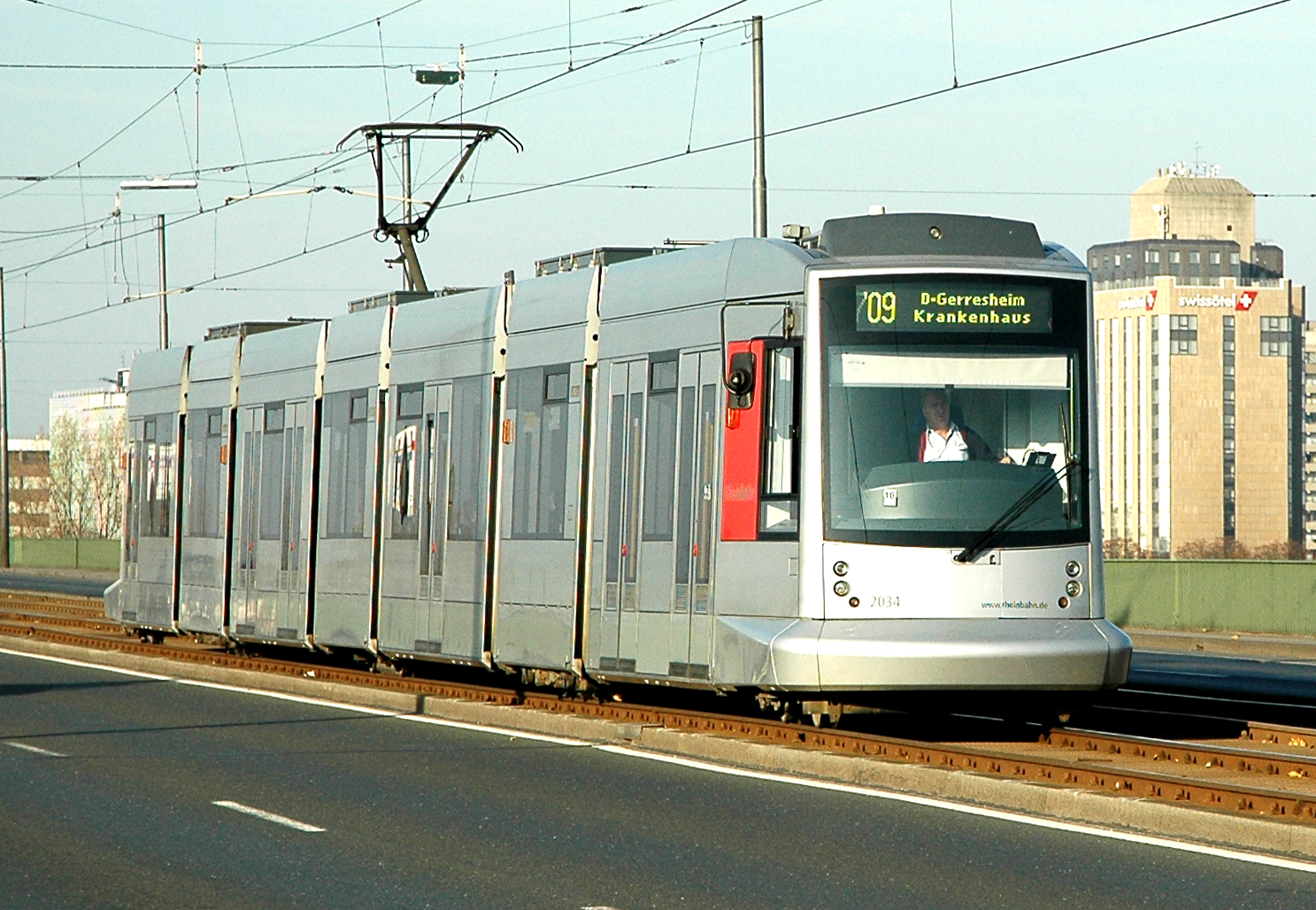
Wagen des Typs NF10 auf der Linie 709

Die Straßenbahn Düsseldorf stellt den zweiten kommunalen schienengebundenen Nahverkehrsträger der Stadt Düsseldorf dar. Das Netz ist wie die Stadtbahn Düsseldorf normalspurig und ist auch vom Profil her mit dem Stadtbahn-Netz kompatibel. Das Stadtbahn-Netz ist auch aus dem Düsseldorfer Straßenbahnnetz entstanden und die beiden Netze unterscheiden sich nur dadurch, dass die Stadtbahn Tunnelstrecken mit Zweirichtungsfahrzeugen bedient und bis auf die Linien U71 bis U73 und U83 hochflurig ist. Bis 2016 verkehrten in Düsseldorf mehr Straßenbahnlinien als Stadtbahnlinien. Seit 2016 hingegen verkehren in Düsseldorf mehr Stadtbahnlinien als Straßenbahnlinien, da ein Teil des Straßenbahnnetzes durch Eröffnung eines neuen U-Bahn-Tunnels ins Stadtbahn-Netz überging. Die Straßenbahn verkehrt mit Einrichtungsfahrzeugen.

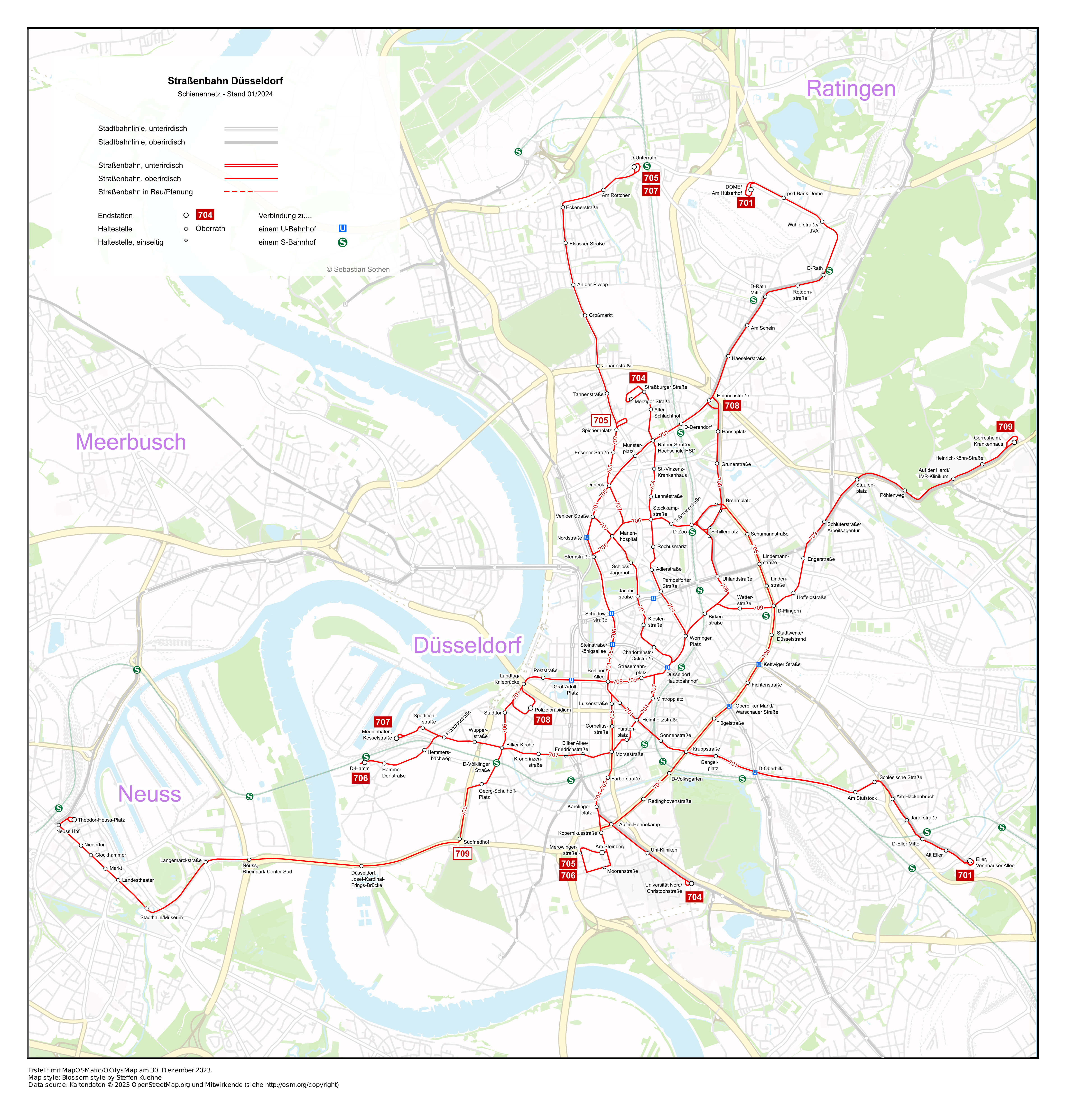
Netz der Straßenbahn Düsseldorf

In Düsseldorf verkehren insgesamt sieben Straßenbahnlinien:
| Linie | Verlauf |
| ----- | --- |
| 701   | D-Rath, DOME/Am Hülserhof1 – PSD Bank Dome – Wahlerstr./JVA – D-Rath 2 – D-Rath Mitte – Mörsenbroich, Heinrichstraße 3 – Derendorf – Derendorf, Rather Straße/Hochschule HSD – Pempelfort, Dreieck4 – Venloer Str. – Nordstraße – Pempelfort, Sternstraße – Stadtmitte, Schadowstraße – Steinstraße – Stadtmitte, Berliner Allee4 – D-Friedrichstadt, Helmholtzstraße – Sonnenstraße (Friedrichstadt ) – Oberbilk, Kruppstraße – D-Oberbilk – Lierenfeld, Schlesische Straße – D-Eller Mitte – Eller, Vennhauser Allee 5 Betrieb im Standardtakt der Düsseldorfer Straßenbahnen; weitere Haltestellen nur im Abschnitt 2–5, aber alle Umsteigehaltestellen sind aufgeführt. |
| 704   | Derendorf, Merziger Straße1 – Rather Straße/Hochschule HSD – St. Vinzenz-Krankenhaus – Pempelfort, Stockkampstraße – Pempelforter Straße – Stadtmitte, Worringer Platz – Hauptbahnhof – Friedrichstadt, Helmholtzstraße – Morsestraße – Bilk, Karolingerplatz – Uni-Kliniken 2 – Universität Nord/Christophstraße Betrieb im Standardtakt der Düsseldorfer Straßenbahnen; weitere Haltestellen nur im Abschnitt 1–2, aber alle Umsteigehaltestellen sind aufgeführt. |
| 705   | D-Unterrath 1 – Unterrath, Eckenerstraße – Großmarkt – Johannstraße – Derendorf, Spichernplatz2 – Pempelfort, Dreieck3 – Venloer Str. – Nordstraße – Pempelfort, Sternstraße – Stadtmitte, Schadowstraße – Steinstraße – Stadtmitte, Berliner Allee5 – Friedrichstadt, Corneliusstraße – Morsestraße – Bilk, Karolingerplatz 6 – Kopernikusstraße → Am Steinberg ← Moorenstraße ← Merowingerplatz ← Bilk, Merowingerstraße7 Betrieb im Standardtakt der Düsseldorfer Straßenbahnen; Abschnitt 1–2 wird nur Mo–Fr 6–20 Uhr alle 20 min bedient; weitere Haltestellen nur in den Abschnitten 1–3 und 4–5, aber alle Umsteigehaltestellen sind aufgeführt. |
| 706   | D-Hamm 1 – Hammer Dorfstraße – Hemmersbachweg – Franziusstraße – Unterbilk, Bilker Kirche – Unterbilk, Stadttor – Landtag/Kniebrücke – Graf-Adolf-Platz 2 – Stadtmitte, Berliner Allee – Steinstraße – Stadtmitte, Schadowstraße – Pempelfort, Sternstraße – Marienhospital – Pempelfort, Stockkampstraße3 – D-Zoo – Düsseltal, Brehmplatz – Lindemannstraße – Flingern-Nord, Lindenstraße – D-Flingern – Flingern-Süd, Kettwiger Straße – Oberbilker Markt/Warschauer Straße – Flügelstraße – Kruppstraße – D-Volksgarten – Bilk, Kopernikusstraße4 → Am Steinberg ← Moorenstraße ← Merowingerplatz ← Bilk, Merowingerstraße Betrieb im Standardtakt der Düsseldorfer Straßenbahnen; weitere Haltestellen nur in den Abschnitten 1–2 und 3–4, aber alle Umsteigehaltestellen sind aufgeführt.                                                                             |
| 707   | D-Unterrath 1 – Unterrath, Eckenerstraße – Großmarkt – Johannstraße – Derendorf, Spichernplatz – Pempelfort, Dreieck2 ← Venloer Straße – Marienhospital – Pempelfort, Schloss Jägerhof – Stadtmitte, Jacobistraße3 (Pempelforter Straße , 200 m) – Stadtmitte, Charlottenstraße/Oststraße – Hauptbahnhof – Friedrichstadt, Helmholtzstraße – Morsestraße – Bilker Allee/Friedrichstraße (D-Bilk , 200–300 m) – Unterbilk, Bilker Kirche – Franziusstraße – Speditionstraße – Medienhafen, Kesselstraße4 Betrieb im Standardtakt der Düsseldorfer Straßenbahnen; weitere Haltestellen nur in den Abschnitten 1–2 und 3–4, aber alle Umsteigehaltestellen sind aufgeführt. |
| 708   | Mörsenbroich, Heinrichstraße – Düsseltal, Hansaplatz – Grunerstraße – Brehmplatz – Düsseltal, Schillerplatz – Uhlandstraße – Flingern-Nord, Birkenstraße – Stadtmitte, Worringer Platz – Hauptbahnhof – Stresemannplatz – Stadtmitte, Berliner Allee – Graf-Adolf-Platz – Poststraße – Landtag/Kniebrücke – Unterbilk, Polizeipräsidium Mo–Sa 6–21 Uhr alle 20 min, Mo–Sa 21–0 Uhr und So alle 30 min; keine weiteren Haltestellen |
| 709   | Gerresheim, Krankenhaus 1 – Auf der Hardt/LVR-Klinikum – Staufenplatz 2 – Schlüterstraße/Arbeitsagentur – Flingern – Flingern-Nord, Birkenstraße – Stadtmitte, Worringer Platz – Düsseldorf Hbf – Stadtmitte, Berliner Allee3 – Graf-Adolf-Platz – Landtag/Kniebrücke – Unterbilk, Stadttor – Unterbilk, Bilker Kirche – D-Völklinger Straße 4 – Südfriedhof5 – Düsseldorf, Josef-Kardinal-Frings-Brücke – Neuss, Rheinpark-Center Süd – Neuss Stadthalle/Museum6 – Neuss, Markt – Neuss Hbf – Neuss, Theodor-Heuss-Platz7 Betrieb im Standardtakt der Düsseldorfer Straßenbahnen mit folgenden Abweichungen: während der HVZ im Abschnitt 2–5 alle 5 min; Sa 10–20 Uhr im Abschnitt 1–6 alle 10 min und Abschnitt 6–7 kein Betrieb; Mo–So ab 21 Uhr Abschnitt 6–7 alle 30 min; weitere Haltestellen in allen Abschnitten, aber alle Umsteigehaltestellen sind aufgeführt. |

### Busverkehr

#### Tagesverkehr
Das Busnetz in Düsseldorf stellt den dritten Verkehrsträger dar. Es besteht aus langlaufenden Stadtbuslinien sowie diversen Schnell- und Metrobuslinien. Die Stadtbuslinien, welche tagsüber verkehren, besitzen dreistellige Liniennummern, von denen die erste Ziffer VRR-bedingt eine 7 oder 8 ist. Alle Buslinien, die mit einer 7 beginnen, verkehren ausschließlich rechtsrheinisch, während Linien mit den 800er-Nummern (auch) die linksrheinischen Düsseldorfer Stadtteile bedienen oder Verbindungen nach Neuss herstellen. Ausnahmen sind die Linien des Wochentag-Nachtverkehrs 807–817 und die Sonderlinien 891 (zum Unterbacher See), 894 (zur Grafenberger Sportrennbahn) und die Linie 896 zur Messe Düsseldorf. 
 Die Metrobuslinien verkehren seit dem 29. August 2018 und stellen schnelle Querverbindungen tangential zu dem überwiegend radialen Straßenbahn- und Stadtbahnnetz auf den nachfragestärksten Achsen her. Im Vergleich zu den parallel verlaufenden Stadtbuslinien halten die Metrobuslinien nur an ausgewählten Haltestellen.
 Hier eine Übersicht aller Linien:
| Linie   | Verlauf |
| ------- | --- |
| SB 50   | D-Pempelfort, Rheinterrasse – Tonhalle/Ehrenhof 1 – Heinrich-Heine-Allee2 – Benrather Straße – Steinstraße/Königsallee – Berliner Allee – Bilk, Uni-Kliniken – Werstener Dorfstraße 3 – Haan, Kellertor4 – Böttinger Straße (Haan Bf ) – Haan, Markt – Haan, Nachbarsberg5 HVZ alle 20 min, Mo–Sa alle 30 min, So alle 60 min, abends alle 60 min und zusätzliche Fahrten zwischen 1 und 2; Abschnitt 3–4 über die A 46; weitere Haltestellen nur zwischen 4 und 5 |
| SB 51   | D-Flughafen Bf 1 – Lichtenbroich, Quartier (n) – Flughafen, Halle 7 → Flughafen Terminal A/B/C 2 ← Flughafen/Maritimplatz → Flughafenverwaltung – Nordfriedhof – Theodor-Heuss-Brücke 3 – Meerbusch-Büderich, Landsknecht – Büderich, Kirche – Kaarst, Maubisstraße ← Kaarst, Rathaus ← Martinuscenter ← Neersener Str./Kaarster Bf → Kaarst, Stadtpark – Kaarst Mitte/Holzbüttgen 4 HVZ: 1–2 alle 15 min, 2–4 alle 30 min; Mo–Fr: 1–2 alle 30 min, 2–4 alle 60 min; Sa alle 60 min; weitere Haltestellen nur zwischen 3 und 4. |
| SB 52   | Meerbusch-Osterath Bf – Osterath, Wienenweg – Kapellenstraße – Hoterheide – Reha-Klinik – Strümp, Kirche – Lank-Latum, Schillerstraße1 – Stockum, Plüschowstraße2 – Freiligrathplatz – Messe Ost/Stockumer Kirchstr. – Nordpark/Aquazoo HVZ alle 20 min, Mo–Fr alle 30 min, Sa alle 60 min; Abschnitt 1–2 über die A 44/Flughafenbrücke. |
| SB 55   | Düsseldorf Hbf – Stadtmitte, Oststraße – Jacobistraße (Pempelforter Straße , 200 m) – Pempelfort, Münsterstraße/Feuerwache – Derendorf – Mörsenbroich, Heinrichstraße 1 – Ratingen-Lintorf, Tiefenbroicher Straße2 – Lintorf, Rathaus – Rehhecke – Lintorf, Siemensstraße HVZ ca. alle 20 min (mit Linie 752), Mo–Fr auch abends und Sa nur tagsüber alle 60 min; Abschnitt 1–2 über die B 1/A 52; Weitere Haltestellen nur in Lintorf; während der HVZ verkehrt die Linie 752 über dieselbe Strecke; Abschnitt zum Motor Hotel wird seit 2012 nicht mehr bedient. |
| SB 57   | D-Bilk, Südpark – Universität, Mensa – Universität Mitte – Universität Süd – Universität Südost 1 – D-Garath Ostseite2 – Hellerhof, Dresdener Straße – D-Hellerhof – Eichsfelder Straße Mo–Fr 7–10 und 15–19 Uhr alle 20 min; keine weiteren Haltestellen; verkehrt im Abschnitt 1–2 über die Münchener Straße und Frankfurter Straße |
| SB 85   | Düsseldorf Hbf – Graf-Adolf-Platz – Gewerbegebiet Zülpicher Str. – Düsseldorf, Handweiser – Neuss, Römerstr. – Viersener Straße – Neusserfurth Während der HVZ alle 30 min; Mo–Sa tagsüber alle 60 min; keine weiteren Haltestellen |
| M 1     | Stockum, Freiligrathplatz – Falkenweg – Unterrath, Eckenerstraße – D-Unterrath – D-Rath Mitte – Rather Broich – Grafenberg, Staufenplatz – Gerresheim, Torfbruchstraße – D-Gerresheim – Knuppertsbrück – Vennhausen, Siedlung Freiheit – D-Eller – Eller, Vennhauser Allee – Am Schönenkamp – D-Reisholz – Benrath, Forststraße – Urdenbacher Allee – D-Benrath keine weiteren Haltestellen; Mo–Fr 7–21 Uhr alle 20 min |
| M 2     | Heerdt, Nikolaus-Knopp-Platz – Ferdinand-Braun-Platz – Prinzenallee – Lörick, Am Seestern – Golzheim, Theodor-Heuss-Brücke – Nordfriedhof – Derendorf, Johannstraße – Mörsenbroich, Heinrichstraße – Mörsenbroicher Weg – Grafenberg, Staufenplatz keine weiteren Haltestellen; Mo–Fr 7–21 Uhr alle 20 min |
| M 3     | Lörick, Am Seestern – Niederkasseler Kirchweg – Oberkassel, Belsenplatz – Jugendherberge – Landtag/Kniebrücke – Kirchplatz – D-Bilk ← Bilk, Moorenstraße – Universität Mitte – Universität Südost – Münchener Straße – Itter, Friedhof – Holthausen – Niederheider Straße – D-Reisholz keine weiteren Haltestellen; Mo–Fr 7–21 Uhr und Sa 9–21 Uhr alle 20 min |
| 721     | Flughafen Terminal A/B/C 1 – Carl-Sonnenschein-Straße (Falkenweg , 150 m) – Birkhahnweg → Stockum, Am Hain – Nordfriedhof – Pempelfort, Münsterstraße/Feuerwache – Pempelfort, Adlerstraße2 – Pempelforter Straße – Stadtmitte, Worringer Platz – Düsseldorf Hbf – Oberbilk, Flügelstraße – Ellerstraße – Lierenfeld, Schlesische Straße 3 – Eller, Otto-Pankok-Straße – Vennhausen, In den Kötten – Tannenhof, Gothaer Weg4 Verkehrt immer alle 20 min; Mo–Sa 6–19 Uhr im Abschnitt 2–3 zusammen mit der Linie 722 alle 10 min; weitere Haltestellen auf dem gesamten Linienweg; aber alle Umsteigehaltestellen sind aufgeführt. Die Linien 721 und 722 haben am 13. Juni 2010 ihren Linienwege im Gebiet Lierenfeld/Vennhausen/Eller getauscht. |
| 722     | Stadthalle1 – Messe Congress Center2 – Messe, Osteingang – Messe Ost/Stockumer Kirchstr. – Stockum, Am Hain ← Birkhahnweg – Nordfriedhof – Victoriaplatz/Klever Straße – Pempelfort, Venloer Str. – Marienhospital – Schloss Jägerhof – Pempelfort, Adlerstraße – Pempelforter Straße – Stadtmitte, Worringer Platz – Düsseldorf Hbf – Oberbilk, Flügelstraße – Ellerstraße – Lierenfeld, Schlesische Straße 3 – Lierenfeld, Posener Straße – Vennhausen, Gubener Straße – In den Kötten – Vennhausen, Siedlung Freiheit – D-Eller – Eller, Vennhauser Allee 4 Abschnitt 1–2 nur bei Veranstaltungen; Abschnitt 2–3: Mo–Sa 6–19 Uhr alle 20 min; Abschnitt 3–4: Mo–Sa ganztägig und So 9–13 alle 20 min, So 6–8 Uhr alle 30 min, So 13–19 Uhr alle 15 min; weitere Haltestellen auf dem gesamten Linienweg; alle Umsteigehaltestellen sind aber aufgeführt. |
| 723     | Hafen, Plange Mühle1 – Medienhafen, Kesselstraße – Franziusstraße – Unterbilk, Bilker Kirche – D-Völklinger Straße – Hamm, Florenstraße – Südfriedhof – Volmerswerther Straße – Aachener Platz – Bilk, Moorenstraße – Uni-Kliniken – (Bilk, Südpark 2 –) Wersten, Werstener Dorfstraße 3 – Wersten, Provinzialplatz – Eller, Herborner Weg – Eller Mitte 4 Mo–Fr 6–22 Uhr alle 30 min; Sa 9–22 Uhr und So 11–22 Uhr: Abschnitt 1–3 alle 60 min, Abschnitt 3–4 alle 30 min; Endhaltestelle der Fahrten, die den Abschnitt 1–3 nicht bedienen, ist 2; weitere Haltestellen auf dem gesamten Linienweg; alle Umsteigehaltestellen sind aber aufgeführt. |
| 724     | Gerresheim, Waldfriedhof1 – Schönaustraße – Dreherstraße2 – Gerresheim, Torfbruchstraße 3 – Vennhausen, Gubener Straße – Lierenfeld, Posener Straße – Lierenfeld, Schlesische Straße – D-Eller Mitte – Bernburger Straße4 (– Vennhauser Allee 5) – D-Eller Süd – IKEA Reisholz – Holthausen 6 – Niederheid 7 – Henkelstraße – Sportpark Niederheid8 – Am Trippelsberg – Holthausen, Reisholzer Werftstraße9 – Itter, Am Fahlenacker10 Weitere Haltestellen nur im Abschnitt 3–10; alle Umsteigehaltestellen sind aber aufgeführt. |
| 725     | Gerresheim, Krankenhaus – Gerresheim, Rathaus – Dreherstraße – Torfbruchstraße – Gerresheim, Poststadion – Flingern-Nord, Daimlerstraße (Rosmarinstraße) – Schlüterstraße/Arbeitsagentur – Graf-Recke-Straße – Düsseltal, Clara-Viebig-Straße – Brehmplatz ← Düsseltal, Schillerplatz – D-Zoo Mo–So 6–24 Uhr alle 30 min; weitere Haltestellen auf dem gesamten Linienweg; alle Umsteigehaltestellen sind aber aufgeführt. |
| 726     | Carlstadt, Maxplatz1 → Carlsplatz (Benrather Straße ) → Graf-Adolf-Platz → Poststraße ← Alter Hafen ← Mannesmannufer – Landtag/Kniebrücke – Unterbilk, Stadttor – Rheinturm2 – Franziusstraße3 – Unterbilk, Bilker Kirche – D-Völklinger Straße – Bilk, Bachstraße – Aachener Platz – Flehe – Volmerswerther Deich4 Mo–Fr 6–20 Uhr, Sa 9–20 Uhr und So 11–20 Uhr alle 30 min; täglich 20–23 Uhr 1–2 Fahrten pro Stunde; Mo–Sa vor 11 Uhr wird nur der Abschnitt 3–4 bedient; weitere Haltestellen nur im Abschnitt 2–4; alle Umsteigehaltestellen sind aber aufgeführt. |
| 727     | Bilk, Südpark – Wersten, Werstener Dorfstraße – IKEA, Haupteingang – Reisholzer Bahnstraße – D-Reisholz Verkehrt nur während der Öffnungszeiten von IKEA, Mo–Fr alle 20 min, Sa alle 30 min; keine weiteren Haltestellen |
| 728     | Duisburg-Rahm 1 – Angermund, Angeraue2 – Am Fettpot3 – Im Großen Winkel – Auf der Krone (Angermund , 300 m) – Schloss Kalkum – Kaiserswerth Klemensplatz 4 Mo–Fr 6–20 Uhr, Sa 7–19 Uhr und So 13–19 Uhr alle 30 min, Mo–Fr 20–23 Uhr, Sa 19–23 Uhr und So 6–12, 19–23 Uhr alle 60 min; im Abschnitt 3–4 Sa vor 7 Uhr zwei Fahrten und Mo–Fr, So vor 6 Uhr eine Fahrt; Abschnitt 1–2: nur während der HVZ, Sa 6 Fahrten und So 2 Fahrten. Weitere Haltestellen auf der gesamten Strecke. Alle Umsteigehaltestellen sind aber aufgeführt. |
| 729     | D-Flughafen Bf – Neu-Lichtenbroich – D-Unterrath 2 – Unterrath, Höxterweg – Derendorf, Großmarkt3 – Hugo-Viehoff-Straße → Johannstraße – Nordfriedhof – Theodor-Heuss-Brücke 4 Mo–Fr 5–20 Uhr alle 20 min; Mo–Fr 20–0 Uhr, Sa 6–0 Uhr und So 5–0 Uhr alle 30 min; So 5–7 Uhr wird nur der Abschnitt 1–2 bedient; weitere Haltestellen nur auf dem Abschnitt 1–3; alle Umsteigehaltestellen sind aber aufgeführt. |
| 730     | Freiligrathplatz 1 – Falkenweg – Unterrath, Eckenerstraße – D-Unterrath – Unterrath, Kirche – D-Rath Mitte – Rather Broich – Mörsenbroicher Weg – Grafenberg, Staufenplatz – Ostparksiedlung – Gerresheim, Torfbruchstraße – Morper Straße – D-Gerresheim – Knuppertsbrück – Vennhausen, Siedlung Freiheit – D-Eller – Eller, Vennhauser Allee 2 – Hassels, Am Schönenkamp – D-Reisholz – Hassels, Kirche – Forststraße – Urdenbacher Allee – D-Benrath 3 – Koblenzer Straße (Haydnstraße) – Urdenbach, Tübinger Straße – Josef-Kürten-Platz4 Abschnitt 1–3: Mo-Fr 5–21, Sa 9–21 alle 10 min, übrige Zeit alle 15 min; Abschnitt 3–4: Mo-Fr 5–21, Sa 9–21 alle 20 min, übrige Zeit alle 30 min |
| 731     | Bilk, Südpark – Universität Mensa – Universität Mitte – Universität Süd – Universität Südost 1 – Himmelgeist, Friedhof – Himmelgeist, Am Scheitenweg – Wersten, Otto-Hahn-Straße2 – Scheideweg3 / Ohmweg4 – Dechenweg5 – Ickerswarder Straße – Eller, Friedhof – D-Eller Süd – Alt Eller – Vennhauser Allee 6 – Eller, Am Pflanzkamp7 Verkehrt Mo–Fr 6–20 Uhr alle 20 min und zwischen 2 und 5 über 3; Mo–Fr 20–21 Uhr, Sa 6–21 Uhr und So 7–21 Uhr alle 30 min und zwischen 2 und 5 über 4 (wie Linie 735); täglich 21–23 Uhr alle 60 min und zwischen 2 und 5 über 4 (wie Linie 735); im Abschnitt 5–6 ergibt sich Mo–Fr 6–20 Uhr zusammen mit der Linie 735 ein 10-Minuten-Takt; weitere Haltestellen nur im Abschnitt 1–7 |
| 732     | Hafen, Lausward1 – Bremer Straße2 – D-Hamm – Medienhafen, Kesselstraße – Franziusstraße3 – Unterbilk, Stadttor – Polizeipräsidium – Kirchplatz 4 – Friedrichstadt, Corneliusstraße – Helmholtzstraße – Düsseldorf Hbf 5 – Worringer Platz – Handelszentrum/Moskauer Straße – Oberbilker Markt/Warschauer Straße – Ellerstraße 6 – Eller, Herborner Weg – Eller Süd – Alt Eller 7 – Eller, Vennhauser Allee 8 Im Abschnitt 4–8 Verkehr im Standardtakt der Düsseldorfer Straßenbahnen; im Abschnitt 1–4 meistens weniger Fahrten, die an verschiedenen Endhaltestellen (1, 2 oder 3) beginnen bzw. enden; weitere Haltestellen nur in den Abschnitten 2–5 und 6–8. |
| 733     | St. Vinzenz-Krankenhaus1 – D-Derendorf – Mörsenbroich, Heinrichstraße 2 – Mörsenbroicher Weg – Graf-Recke-Straße – Schlüterstraße/Arbeitsagentur – Grafenberg, Burgmüllerstraße – Gerresheim, Torfbruchstraße 3 – Gerresheim, Rathaus – Gerresheim, Krankenhaus – Ludenberg, Rotthäuser Weg – Knittkuhl, Am Püttkamp4 Mo–Fr 5–21 Uhr und Sa 8–21 Uhr alle 20 min; So alle 30 min; weitere Haltestellen nur im Abschnitt 2–4. |
| 734     | Düsseldorf, Lierenfelder Straße – Langenberger Straße – Ronsdorfer Straße – Königsberger Straße – Höherweg1 – Gerresheim, Morper Straße – Erkrath 2 Mo–Fr 6–20 Uhr, Sa 8–16 Uhr, 13–20 Uhr alle 60 min; weitere Haltestellen nur im Abschnitt 1–2 |
| 735     | Bilk, Südpark 1 – Universität Mensa – Universität Mitte – Universität Süd – Universität Südost – Wersten, Otto-Hahn-Straße2 – Ohmweg – Dechenweg – Ickerswarder Straße – Eller, Friedhof – D-Eller Süd – Alt Eller – Vennhauser Allee 3 – Eller – Vennhausen, Siedlung Freiheit – Unterbach, Strandbad Nord – Unterbach, Am Zault – Erkrath-Unterfeldhaus, Neuenhausplatz4 Abschnitt 2–4 Mo–Fr 6–20 Uhr alle 20 min; Abschnitt 3–4 Mo–Fr 20–21 Uhr, Sa 6–21 Uhr alle 30 min, Mo–Sa 21–23 Uhr, So 7–23 Uhr alle 60 min; weitere Haltestellen nur im Abschnitt 2–4 |
| 736     | Kirchplatz – Bilker Allee/Friedrichstraße (D-Bilk , 200–300 m) – Morsestraße – Friedrichstadt – Oberbilker Markt – Lierenfeld, Langenberger Straße – Ronsdorfer Straße – Lierenfeld, Posener Straße – Vennhausen, Gubener Straße – In den Kötten 2 – Linienast 1: Vennhausen, Hürthstraße – Knuppertsbrück – Gerresheim – Gerresheim, Morper Straße / Linienast 2: Vennhausen, Siedlung Freiheit – Am Ellerforst – Eller Hauptlinienweg: Mo–Fr 6–19 Uhr alle 20 min, Sa 7–19 Uhr, So 9–19 Uhr alle 60 min; Linienast 1: Mo–Fr 6–19 Uhr alle 20/40 min; Linienast 2: alle 60 min, Zeiten wie Hauptlinienweg; weitere Haltestellen nur im Abschnitt 1–2 |
| 737     | Düsseldorf Hbf 1 – Oststraße – Wehrhahn-Center – Pempelforter Straße – D-Wehrhahn – Uhlandstraße – Lindemannstraße 2 – Flingern, Daimlerstraße (Rosmarinstraße) – Gerresheim, Torbruchstraße – Schönaustraße – Morper Straße – D-Gerresheim 3 – Knuppertsbrück – Unterbach, Friedhof – Am Zault – Erkrath-Unterfeldhaus, Neuenhausplatz 4 Mo–Fr 5–19 Uhr alle 20 min; Mo–Fr 20–21 Uhr, Sa 6–20 Uhr, So 9–20 Uhr alle 30 min; Abschnitt 1–3 Mo–Fr 21–23 Uhr, Sa–So 20–23 alle 60 min; Abschnitt 3–4 Mo–Fr 21–23 Uhr, Sa–So 20–23 alle 30 min, Sa–So 0–1 Uhr, So 8–9 Uhr alle 60 min; weitere Haltestellen nur im Abschnitt 2–4 |
| 738     | Düsseldorf Hbf 1 – Worringer Platz – Elisabethkirche (Wehrhahn )2 – Kettwiger Straße – Höherweg – Flingern, Rosmarinstraße (Daimlerstraße) – Gerresheim, Torbruchstraße – Dreherstraße3 – Gerresheim, Rathaus – Gerresheim, Krankenhaus 4 – Ludenberg, Rotthäuser Weg – Hubbelrath5 – Mettmann, Stübbenhaus – Mettmann-Zentrum – Mettmann, Jubiläumsplatz7 Abschnitt 1–3: Mo–Fr 5–21, Sa 8–21 Uhr alle 10 min, übrige Zeit alle 15 min; Abschnitt 3–5: Mo–Fr 5–21 Uhr, Sa 9–21 Uhr alle 20 min, übrige Zeit alle 30 min; Abschnitt 5–7: Mo–Fr 5–9 Uhr und 16–20 alle 20 min; übrige Zeit alle 60 min; weitere Haltestellen nur im Abschnitt 2–7 |
| 754     | Ratingen-Lintorf, Siemensstraße – Rehhecke – Lintorf, Rathaus – Tiefenbroicher Straße – Ratingen-Tiefenbroich, Annastraße – Kaiserswerther Straße – Ratingen-West, Dieselstraße – Eckampstraße – Düsseldorf, Neu-Lichtenbroich – Mörsenbroich, Heinrichstraße – D-Derendorf – Pempelfort, Münsterstraße/Feuerwache – Stadtmitte, Jacobistraße (Pempelforter Straße , 200 m) – Oststraße – Düsseldorf Hbf |
| 756 758 | Ratingen-Tiefenbroich, Friedhof – Düsseldorf, Theodor-Heuss-Brücke Linien 756 und 758 verkehren auf verschiedenen Linienwegen zu unterschiedlichen Zeiten. |
| 757     | D-Unterrath – Rath, DOME/Am Hülserhof – Ratingen-West, Erfurter Straße – Dieselstraße – Tiefenbroich, Kaiserswerther Straße – Annastraße – Gorch-Fock-Straße – Ratingen, Phillipstraße – Ratingen Mitte – Ratingen Ost |
| 759     | Düsseldorf, Flughafen Bf – Ratingen-West, Erfurter Straße – Dieselstraße – Eckampstraße – Ratingen Mitte – Ratingen Ost |
| 760     | D-Wittlaer-Bockum, Roßpfad – Wittlaer – Schloss Kalkum – Kalkum, Am Flugfeld – Florence-Nightingale-Krankenhaus – Kaiserswerth, Klemensplatz – Lohausen, Nagelsweg – Stockum, Freiligrathplatz – Linienast 1: Messe Ost/Stockumer Kirchstr. – Nordpark/Aquazoo / Linienast 2: Falkenweg – Flughafen Terminal A/B/C – Unterrath, Eckenerstraße – Unterrath – Neu-Lichtenbroich – Ratingen-West, Erfurter Straße – Dieselstraße – Ratingen, Phillipstraße – Hauser Ring – Ratingen Ost |
| 776     | Flughafen Bf – Neu-Lichtenbroich – Unterrath, Kirche – D-Rath Mitte – Mörsenbroich, Wilhelm-Raabe-Straße – Heinrichstraße – Mercedesstraße |
| 778     | D-Benrath → Benrath, Urdenbacher Allee → Franz-Liszt-Straße → Garath-Nordost, Stralsunder Straße → Gustrower Straße → D-Garath , Ostseite (Frankfurter Straße) → Garath-Südost, Carl-Severing-Straße → Garath-Südwest, René-Schickele-Straße → Jakob-Kneip-Straße → D-Garath , Westseite (Koblenzer Straße) → Garath-Nordwest, Julius-Raschdorff-Straße → Sodenstraße → Benrath, Haydnstraße (Koblenzer Straße) – D-Benrath In der Gegenrichtung verkehrt die Linie 779. |
| 779     | D-Benrath → Benrath, Urdenbacher Allee → Haydnstraße (Koblenzer Straße) → Sodenstraße → Garath-Nordwest, Julius-Raschdorff-Straße → D-Garath , Westseite (Koblenzer Straße) → Garath-Südwest, Jakob-Kneip-Straße → René-Schickele-Straße → Garath-Südost, Carl-Severing-Straße → D-Garath , Ostseite (Frankfurter Straße) → Garath-Nordost, Gustrower Straße → Stralsunder Straße → Benrath, Franz-Liszt-Straße – D-Benrath In der Gegenrichtung verkehrt die Linie 778. |
| 780     | D-Altstadt, Heinrich-Heine-Allee – Benrather Straße – Steinstraße/Königsallee – Berliner Allee – Bilk, Feuerbachstraße – Uni-Kliniken – Werstener Dorfstraße – ohne Halt über A 46 – Erkrath-Unterfeldhaus, Neuenhausplatz – Max-Planck-Straße – Hochdahl, Feldheider Straße – Sandheider Markt – Hattnitter Straße – Hochdahl, Schulzentrum – Hochdahler Markt |
| 781     | Linienast 1: (D-Gerresheim, Krankenhaus – Gerresheim, Rathaus – Torfbruchstraße – Morper Straße – D-Gerresheim – Knuppertsbrück – Unterbach, Friedhof –) Erkrath-Unterfeldhaus, Neuenhausplatz / Linienast 2: Hilden-Nord, Köbener Straße – Hauptlinienweg: Grünewald – Furtwänglerstraße – Richard-Wagner-Straße – Mozartstraße – Hilden-Mitte, Am Rathaus – Hilden, Krankenhaus – Gabelung – Hilden Süd – Hilden-Süd, Erika-Siedlung |
| 782     | D-Altstadt, Heinrich-Heine-Allee – Benrather Straße – Steinstraße/Königsallee – Berliner Allee – Bilk, Feuerbachstraße – Uni-Kliniken – Werstener Dorfstraße – ohne Halt über A 46 – Hilden-Nord, Grünewald – Richard-Wagner-Straße – Kleef – Hilden-Mitte, Gabelung – Hilden Süd – Hildorado – Hilden-Ost, Trotzhilden – Solingen-Vogelpark – Solingen Hbf |
| 784     | D-Benrath – Benrath, Betriebshof – Hilden-West, Horster Allee – Hilden – Hilden-Mitte, Fritz Gressard-Platz – Am Rathaus – Gabelung – Hilden, Krankenhaus – Hilden, Waldschenke – Haan, Am Schlagbaum – Haan Bf – Haan Markt – Nordstraße – Rheinische Straße – Gräfrather Straße – Wuppertal, Siedlung Bremkamp – Vohwinkel, Schwebebahn – W-Vohwinkel Bf |
| 785     | D-Altstadt, Heinrich-Heine-Allee – Benrather Straße – Steinstraße/Königsallee – Berliner Allee – Bilk, Feuerbachstraße – Uni-Kliniken – Werstener Dorfstraße – ohne Halt über A 46 – Hassels, Am Schönenkamp – D-Reisholz – Hassels, Kirche – Hilden-West, Hülsen – Hilden-Mitte, Fritz-Gressard-Platz – Hilden Süd – Hilden-Süd, Karnaper Straße – Lehmkuhler Weg – Langenfeld-Richrath, Zollhaus – Richrath, Kirche – Winkelsweg – Langenfeld, Rathaus – Langenfeld, Stadtmitte – Berliner Platz – Bahnhofstraße – Langenfeld |
| 788     | D-Benrath Ost, Paulsmühlenstraße – Forststraße – Urdenbacher Allee – D-Benrath – Benrath Betriebshof – Franz-Liszt-Straße – Haydnstraße (Koblenzer Straße) – Tübinger Straße – Monheim-Baumberg, Haus Bürgel – Schwanenstraße – Stauffenbergstraße – Hegelstraße – Robert-Bosch-Straße – Monheim, Niederstraße – Lindenstraße – Kirchstraße – Monheim Busbahnhof – Kulturzentrum – Heerweg |
| 789     | D-Holthausen, Am Falder – Itter, Friedhof Osteingang– Holthausen – Niederheid – Reisholz, Paul-Thomas-Straße – Reisholz, Pfeiler (D-Reisholz , 200 m) – Benrath, Wimpfener Straße – Benrath, Rathaus – Urdenbacher Allee – D-Benrath – Haydnstraße (Koblenzer Straße) – Sodenstraße – D-Garath , Westseite (Koblenzer Straße) – René-Schickele-Straße – (Hellerhof, Eichsfelder Straße –) D-Hellerhof – Monheim-Baumberg, Stauffenbergstraße – Hegelstraße – Griesstraße – Monheim, Rheinpark – Kirchstraße – Monheim Busbahnhof – Kulturzentrum – Heerweg |
| 827     | Bilk, Am Steinberg1 ← Merowingerplatz – Moorenstraße – Uni-Kliniken ← Südpark – (Bilk, Südpark 2 –) Universität Mensa – Universität Mitte – Universität Süd – Universität Südost3 – Neuss, Jagenbergstraße4 – Grimlinghausen, Hüsenstraße – Norf-Derikum Am Goldberg – Norf 5 – Industriegebiet Habichtsweg6 verkehrt während der HVZ im Abschnitt 2–6 alle 20 min, sonst (Mo–Fr 9–15, Sa 9–18 und So 11–16 Uhr) im Abschnitt 1–5 alle 60 min; verkehrt zwischen 3 und 4 über Münchener Straße und A 46/Fleher Brücke; weitere Haltestellen nur im Abschnitt 4–6 |
| 828     | Oberkassel, Belsenplatz – Niederkasseler Kirchweg – Am Seestern – Lörick, Lohweg – Löricker Straße – Heerdt, Nikolaus-Knoop-Platz – Büderich, Hoxdelle – Deutsches Eck – Lorzingstraße – Christuskirche – Büderich Süd, Am Wildpfad – Neuss-Vogelsang, Am Strauchbusch – Gladbacher Straße (Römerstraße, 150 m) – Weißenberg, Im Tal – Neuss Hbf – Neuss Stadthalle Mo–Fr 6–20 Uhr, Sa 6–19 Uhr und So 13–19 Uhr alle 60 min; weitere Haltestellen auf der gesamten Strecke |
| 833     | Düsseldorf-Oberkassel Belsenplatz – Strandbad Lörick – Löricker Straße – Heerdt Nikolaus-Knoop-Platz – Heerdt Werftstraße – Neuss Am Kaiser |
| 834     | Oberkassel Belsenplatz – Theodor-Heuss-Brücke – Nordfriedhof – Golzheim – Mörsenbroich Heinrichstraße – Clara-Viebig-Straße – Flingern-Nord – Elisabethkirche (Wehrhahn ) – Worringer Platz – Düsseldorf Hbf |
| 835     | Niederkassel, Comeniusplatz – Oberkassel, Belsenplatz – Landtag/Kniebrücke – Kirchplatz – Bilk – Universität Süd – Himmelgeist – Itter – Holthausen – Reisholz – In der Steele |
| 836     | Am Seestern – Oberkassel, Belsenplatz – Landtag/Kniebrücke – Kirchplatz – Bilk – Universität Süd |
| 891     | Eller, Vennhauser Allee – D-Eller ← D-Unterbacher See, Campingplatz Südstrand – D-Unterbacher See, Standbad Süd verkehrt nur im Sommer täglich und im Frühling und Herbst bei schönem Wetter von 9 bis 19 Uhr alle 30 Minuten |
| 894     | Grafenberg, Burgmüllerstraße – Ludenberg Galopprennbahn verkehrt nur bei Veranstaltungen auf der Rennbahn |
| 896     | Flughafen Terminal A/B/C → Flughafenverwaltung → Am Roten Haus → Messe Ost/Stockumer Kirchstr. → Messe, Osteingang → Messe-Center → Messe Congress Center → Stadthalle → Messe, Nordeingang → Am Roten Haus → Flughafen/Maritimplatz → Flughafen Terminal A/B/C verkehrt nur an Messetagen: |

#### Nachtverkehr
In den Nächten zu Wochentagen (d. h. montags bis freitags) verkehren nachts vereinzelt Nacht-Express-Linien, die durch niedrige Nummern im 800er Bereich gekennzeichnet sind. Die Strecken und angefahrenen Haltestellen orientieren sich an den Linienverläufen der Stadtbahnlinien in der ersten und zweiten Stammstrecke. Fahrten dieser Linien verkehren in der Regel zwischen 1 und 4 Uhr in unregelmäßigen Abständen, meist drei Fahrten pro Nacht und Richtung.
| Linie | Verlauf |
| ----- | --- |
| 805   | Heerdt, Handweiser – Nikolaus-Knopp-Platz – Viersener Straße – Lohweg – Belsenplatz – Heinrich-Heine-Allee – Düsseldorf Hbf – Handelszentrum – Lierenfelder Straße Nachtverkehr von So/Mo bis Do/Fr; ab Heinrich-Heine-Allee 1:14, 1:44, 3:24, 3:44 Uhr nach Heerdt und 0:46, 1:46 und 3:11 Uhr nach Lierenfeld |
| 807   | Düsseldorf Hbf – Derendorf – Großmarkt – Unterrath, Eckenerstraße Nachtverkehr von So/Mo bis Do/Fr; ab Hauptbahnhof 0:38 und 4:01 Uhr; verkehrt weiter als Linie 810 und nicht in die Gegenrichtung. |
| 810   | Unterrath, Eckenerstraße – Unterrath – Rath Mitte – Mörsenbroicher Weg – Flingern – Kettwiger Straße – Lierenfelder Straße Nachtverkehr von So/Mo bis Do/Fr; Wagen der Linie 807 vom Hauptbahnhof; verkehrt nicht in die Gegenrichtung.                                                                         |
| 812   | Düsseldorf Hbf – Düsseldorf Wehrhahn – Düsseltal – Mörsenbroich Heinrichstraße – Rath Mitte – Rath, Wittener Straße – Reichswaldallee – Hubertushain Nachtverkehr von So/Mo bis Do/Fr; ab Hauptbahnhof 0:38 und 1:38 Uhr; ab Hubertushain 4:24 Uhr                                                              |
| 815   | Lierenfeld – Eller, Vennhauser Allee – Reisholz – Hassels – Benrath – Benrath Betriebshof Nachtverkehr von So/Mo bis Do/Fr; ab Lierenfelder Straße 1:04, 1:38, 3:30 Uhr und ab Betriebshof Benrath 0:34, 1:34 und 2:57 Uhr                                                                                      |
| 817   | Heinrich-Heine-Allee – Düsseldorf Hbf – Oberbilk – Wersten – Holthausen – Benrath – Benrath Betriebshof Nachtverkehr von So/Mo bis Do/Fr; ab Heinrich-Heine-Allee 0:53, 1:53 und ab Betriebshof Benrath 0:07, 1:07 und 2:57 Uhr                                                                                 |

In den Nächten von Freitag auf Samstag, Samstag auf Sonntag sowie auf Feiertage verkehren zwischen 0 und 5 Uhr Nacht-Express-Linien. Die Linien NE3, NE7 und NE8 verkehren im 30-Minuten-Takt. Die Linien NE1, NE2, NE4, NE5 und NE6 haben einen 60-Minuten-Rhythmus.
| Linie | Verlauf |
| ----- | --- |
| NE 1  | Düsseldorf Hbf → Oststraße → Jacobistraße → Schloss Jägerhof → Pempelfort → Spichernplatz → Unterrath → Neu-Lichtenbroich → Unterrath → Spichernplatz → Pempelfort → Schloss Jägerhof → Jacobistraße → Oststraße → Düsseldorf Hbf |
| NE 2  | Düsseldorf Hbf → Elisabethkirche (Wehrhahn ) → Uhlandstraße → Grafenberg → Mörsenbroicher Weg → Rather Broich → Rath Mitte → Unterrath → Unterrath Friedhof → Unterrath → Rath Mitte → Rather Broich → Mörsenbroicher Weg → Grafenberg → Uhlandstraße → Elisabethkirche (Wehrhahn ) → Düsseldorf Hbf |
| NE 3  | Düsseldorf Hbf → Oststraße → Steinstraße/Königsallee → Heinrich-Heine-Allee → Jacobistraße → Wehrhahn → Düsseltal → Mörsenbroich Heinrichstraße → Rath Mitte → Rath, Wittener Straße → Reichswaldallee → Oberrath → Wilhelm-Raabe-Weg → Mörsenbroich Heinrichstraße → Düsseltal → Wehrhahn → Jacobistraße → Charlottenstraße/Oststraße → Düsseldorf Hbf |
| NE 4  | Düsseldorf Hbf → Charlottenstraße/Oststraße → Heinrich-Heine-Allee → Jacobistraße → Pempelforter Straße → Wehrhahn → Uhlandstraße → Grafenberg → Gerresheim Rathaus → Gerresheim Morper Straße → Gerresheim Torfbruchstraße → Lierenfeld → Worringer Platz → Düsseldorf Hbf |
| NE 5  | Düsseldorf Hbf → Worringer Platz → Lierenfeld → Gerresheim Torfbruchstraße → Gerresheim Rathaus → Grafenberg → Uhlandstraße → Wehrhahn → Pempelforter Straße → Jacobistraße → Heinrich-Heine-Allee → Jacobistraße → Charlottenstraße/Oststraße → Düsseldorf Hbf |
| NE 6  | Düsseldorf Hbf → Worringer Platz → Handelszentrum/Moskauer Straße → Ellerstraße → Oberbilk → Wersten Ost → Eller Süd → Eller, Vennhauser Allee → Eller → Vennhausen → ohne Halt über A 46 → Uni-Kliniken → Berliner Allee → Düsseldorf Hbf |
| NE 7  | Düsseldorf Hbf → Oststraße → Steinstraße → Benrather Straße → Graf-Adolf-Platz → Kirchplatz → Bilk → Merowingerplatz → Uni-Kliniken → Südpark → Universität → Himmelgeist → Itter → Holthausen → Reisholz – Reisholz → Hassels → Urdenbacher Allee → Urdenbach, Südallee → Benrath → Urdenbacher Allee → Schloss Benrath → Holthausen → Universität → Südpark → Uni-Kliniken → Merowingerplatz → Bilk → Kirchplatz → Graf-Adolf-Platz → Benrather Straße → Heinrich-Heine-Allee → Jacobistraße → Charlottenstraße/Oststraße → Düsseldorf Hbf |
| NE 8  | Düsseldorf Hbf → Kirchplatz → Polizeipräsidium → Hafen Ost → Franziusstraße → Bilker Kirche → Völklinger Straße → Flehe → Volmerswerth → Unterbilk → Franziusstraße → Hafen Ost → Polizeipräsidium → Kirchplatz → Düsseldorf Hbf |

### Fahrplan
Seit dem 7. Januar 2024 gilt im Düsseldorfer Stadtgebiet auf den meisten Linien der RheinTakt, einem einheitlicheren Taktschema für eine beschleunigte Reisekette mit optimierten Anschlüssen. Die Bahnen aller Stadt- und Straßenbahnlinien außer der U71, U83 und 708 sowie die Busse der Linien 730, 732 und 834 verkehren montags bis freitags von Betriebsbeginn bis ca. 20:30 Uhr sowie samstags zwischen ca. 9:00 Uhr und 20:30 Uhr alle 10 Minuten und zu den übrigen Zeiten alle 15 Minuten. Die Bahnen der Linien U71, U83 und 708 sowie die Busse der meisten übrigen Linien verkehren analog alle 20 bzw. 30 Minuten.

## Eisenbahnverkehr

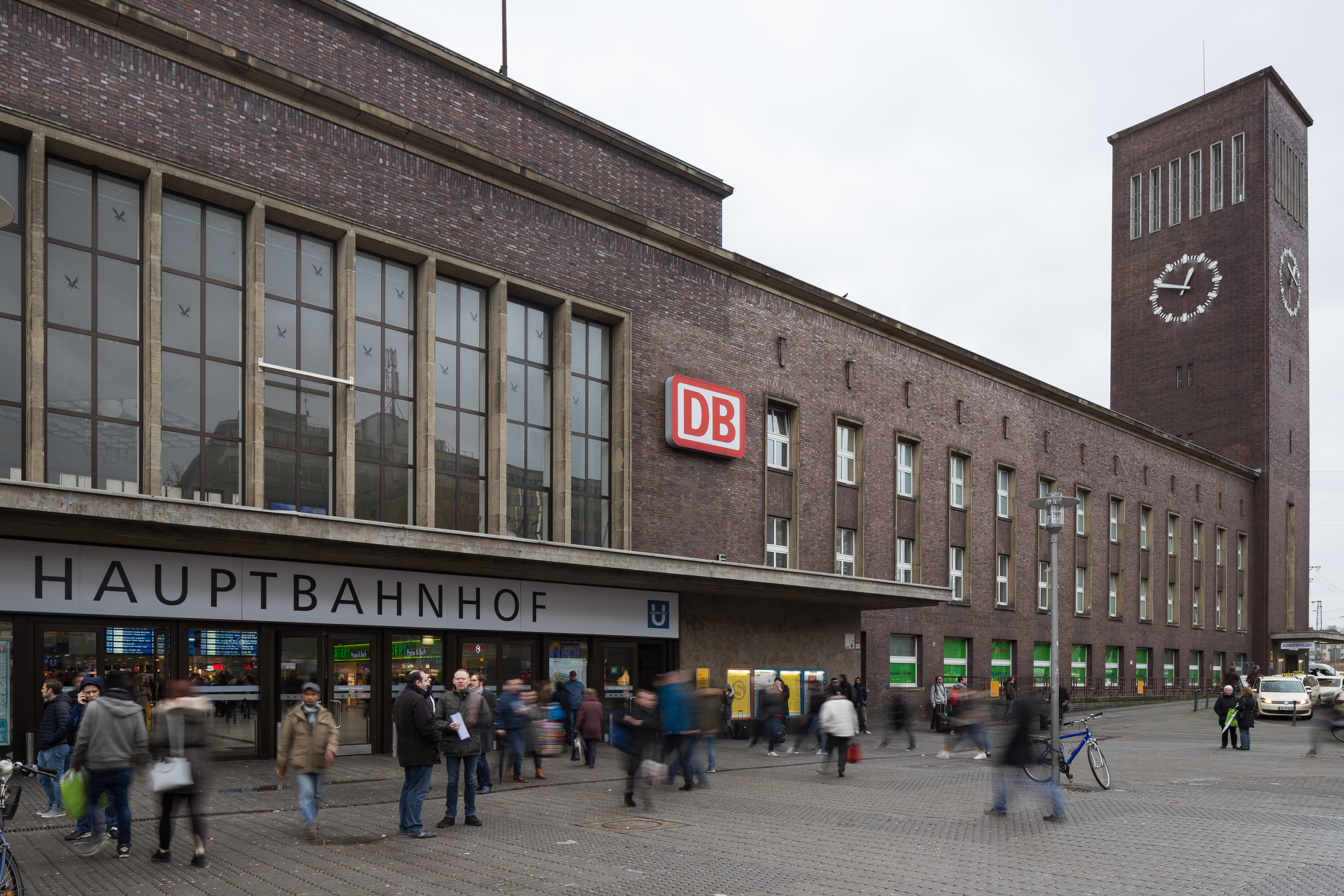
Empfangsgebäude des Hauptbahnhofs

Der wichtigste Eisenbahnknotenpunkt ist der Hauptbahnhof, wo die Strecken Köln–Duisburg, Mönchengladbach–Düsseldorf und Düsseldorf–Wuppertal aufeinandertreffen. Er ist nicht nur ein großer Eisenbahnknoten in Düsseldorf, sondern auch in ganz Nordrhein-Westfalen. Dadurch ergibt sich in Düsseldorf ein dichtes Netz aus Regionalbahnen und S-Bahnen. Der Hauptbahnhof ist Knotenpunkt von zehn im Stundentakt verkehrenden Regionalexpress-Linien. Diese bilden das Rückgrat des NRW-Regionalverkehrs, insbesondere auf der Hauptstrecke von Köln nach Duisburg.
Neben dem Hauptbahnhof sind der Flughafen-Fernbahnhof, der Haltepunkt Düsseldorf-Benrath und der Bahnhof Düsseldorf-Bilk die einzigen Regionalverkehrshalte der Stadt. Alle übrigen 21 Bahnstationen sind reine S-Bahn-Halte. Infolge der Einführung des Regionalverkehrs in Bilk sollte der Haltepunkt Düsseldorf-Benrath im ursprünglichen RRX-Konzept nur noch reiner S-Bahn-Halt werden. Inzwischen wurde jedoch beschlossen, dass Düsseldorf-Benrath doch RRX-Halt wird.
In Düsseldorf verkehren überwiegend Regional-Express-Linien. Eine Regionalbahn-Linie fährt im Halbstundentakt nach Grevenbroich und stündlich weiter nach Bedburg.

### Regionalzüge
| Linie       | Linienverlauf | Takt                                             | Betreiber        |
| ----------- | --- | ------------------------------------------------ | ---------------- |
| RE 1 (RRX)  | NRW-Express: Aachen Hbf – Aachen-Rothe Erde – Eilendorf (ein Zugpaar) –Stolberg (Rheinl) Hbf – Eschweiler Hbf – Langerwehe – Düren – Horrem – Köln-Ehrenfeld – Köln Hbf – Köln Messe/Deutz – Köln-Mülheim – Leverkusen Mitte – Düsseldorf-Benrath – Düsseldorf Hbf – Düsseldorf Flughafen – Duisburg Hbf – Mülheim (Ruhr) Hbf – Essen Hbf – Wattenscheid – Bochum Hbf – Dortmund Hbf – Dortmund-Scharnhorst (nicht stündlich, im Wechsel mit Nordbögge) – Dortmund-Kurl – Kamen-Methler – Kamen – Bönen-Nordbögge (nicht stündlich, im Wechsel mit Dortmund-Scharnhorst) – Hamm (Westf) Hbf Stand: Fahrplanwechsel Dezember 2023 | 60 min                                           | National Express |
| RE 2        | Rhein-Haard-Express: Osnabrück Hbf – Hasbergen – Natrup-Hagen (zweistdl.) – Lengerich (Westf) – Kattenvenne (zweistdl.) – Ostbevern – Westbevern – Münster (Westf) Hbf – (Münster-Albachten – Senden-Bösensell – Nottuln-Appelhülsen – Buldern –)* Dülmen – (Sythen –)* Haltern am See – (Marl-Sinsen –)* Recklinghausen Hbf – (Recklinghausen Süd –)* Wanne-Eickel Hbf – Gelsenkirchen Hbf – Essen Hbf – Mülheim (Ruhr) Hbf – Duisburg Hbf – Düsseldorf Flughafen – Düsseldorf Hbf * Halt nur einzelner Züge im Nachtverkehr Stand: Fahrplanwechsel Dezember 2023                                                               | 60 min                                           | DB Regio         |
| RE 3        | Rhein-Emscher-Express: Düsseldorf Hbf – Düsseldorf Flughafen – Duisburg Hbf – Oberhausen Hbf – Essen-Altenessen – Gelsenkirchen Hbf – Wanne-Eickel Hbf – Herne – Castrop-Rauxel Hbf – Dortmund-Mengede – Dortmund Hbf – Dortmund-Scharnhorst – Dortmund-Kurl – Kamen-Methler – Kamen – Bönen-Nordbögge – Hamm (Westf) Hbf Stand: Fahrplanwechsel Dezember 2023 | 60 min                                           | eurobahn         |
| RE 4        | Wupper-Express: Aachen Hbf – Aachen Schanz – Aachen West – Herzogenrath – Kohlscheid (einzelne Züge) – Übach-Palenberg – Geilenkirchen – Lindern – Hückelhoven-Baal – Erkelenz – Rheydt Hbf – Mönchengladbach Hbf – Neuss Hbf – Düsseldorf-Bilk – Düsseldorf Hbf – Wuppertal-Vohwinkel – Wuppertal Hbf – Wuppertal-Barmen – Wuppertal-Oberbarmen – Schwelm – Ennepetal (Gevelsberg) – Hagen Hbf – Wetter (Ruhr) – Witten Hbf – Dortmund Hbf Stand: Fahrplanwechsel Dezember 2023 | 60 min                                           | National Express |
| RE 5 (RRX)  | Rhein-Express: Wesel – Friedrichsfeld (Niederrhein) (zweistdl.) – Voerde (Niederrhein) – Dinslaken – Oberhausen-Holten (zweistdl.) – Oberhausen-Sterkrade – Oberhausen Hbf – Duisburg Hbf – Düsseldorf Flughafen – Düsseldorf Hbf – Düsseldorf-Benrath – Leverkusen Mitte – Köln-Mülheim – Köln Messe/Deutz – Köln Hbf – Köln Süd – Brühl – Bonn Hbf – Bonn UN Campus – Bonn-Bad Godesberg – Oberwinter – Remagen – Sinzig (Rhein) – Bad Breisig – Andernach – Koblenz Stadtmitte – Koblenz Hbf Stand: Fahrplanwechsel Dezember 2023                                                                                             | 60 min                                           | National Express |
| RE 6 (RRX)  | Rhein-Weser-Express: Köln/Bonn Flughafen – Köln Hbf – Dormagen – Neuss Hbf – Düsseldorf-Bilk – Düsseldorf Hbf – Düsseldorf Flughafen – Duisburg Hbf – Mülheim (Ruhr) Hbf – Essen Hbf – Wattenscheid – Bochum Hbf – Dortmund Hbf – Kamen – Hamm (Westf) Hbf – Heessen – Ahlen (Westf) – Beckum-Neubeckum – Oelde – Rheda-Wiedenbrück – Gütersloh Hbf – Bielefeld Hbf – Herford – Löhne (Westf) – Bad Oeynhausen – Porta Westfalica – Minden (Westf) Stand: Fahrplanwechsel Dezember 2023 | 60 min                                           | National Express |
| RE 10       | Niers-Express: Kleve – Bedburg-Hau – Goch – Weeze – Kevelaer – Geldern – Nieukerk – Aldekerk – Kempen (Niederrhein) – Krefeld Hbf – Krefeld-Oppum – Meerbusch-Osterath – Düsseldorf-Bilk – Düsseldorf Hbf Stand: Fahrplanwechsel Dezember 2023 | 30 min (werktags) 60 min (Wochenenden/Feiertage) | RheinRuhrBahn    |
| RE 11 (RRX) | Rhein-Hellweg-Express: Kassel-Wilhelmshöhe – Hofgeismar – Warburg (Westf) – Willebadessen – Altenbeken – Paderborn Hbf – Lippstadt – Soest – Hamm (Westf) Hbf – Kamen – Dortmund Hbf – Bochum Hbf – Wattenscheid – Essen Hbf – Mülheim (Ruhr) Hbf – Duisburg Hbf – Düsseldorf Flughafen – Düsseldorf Hbf Abschnitt Düsseldorf–Hamm entfällt aufgrund einer angespannten Personalsituation bis auf einzelne Fahrten. Stand: Februar 2025 | 60 min                                           | National Express |
| RE 13       | Maas-Wupper-Express: Venlo – Kaldenkirchen – Breyell – Boisheim – Dülken – Viersen – Mönchengladbach Hbf – Neuss Hbf – Düsseldorf-Bilk – Düsseldorf Hbf – Wuppertal-Vohwinkel – Wuppertal Hbf – Wuppertal-Barmen – Wuppertal-Oberbarmen – Schwelm – Ennepetal (Gevelsberg) – Hagen Hbf – Schwerte (Ruhr) – Holzwickede – Unna – Bönen – Hamm (Westf) Hbf Stand: Fahrplanwechsel Dezember 2023 | 60 min                                           | eurobahn         |
| RE 19       | Rhein-IJssel-Express: Zugteil 1: Arnhem Centraal – Zevenaar – Emmerich-Elten – Emmerich – Praest – Millingen (b Rees) – Empel-Rees – Haldern (Rheinl) – Mehrhoog – Wesel Feldmark – Wesel Zugteil 2: Bocholt – Hamminkeln-Dingden – Hamminkeln – Wesel-Blumenkamp – Wesel Flügelung bzw. Wiedervereinigung: Wesel – Friedrichsfeld (Niederrhein) – Voerde (Niederrhein) – Dinslaken – Oberhausen-Holten – Oberhausen-Sterkrade – Oberhausen Hbf – Duisburg Hbf – Düsseldorf Flughafen – Düsseldorf Hbf Stand: Fahrplanwechsel Dezember 2021                                                                                      | 60 min                                           | VIAS             |
| RB 39       | Düssel-Erft-Bahn: (Düsseldorf Hbf – Düsseldorf-Bilk –)* Neuss Hbf – Holzheim (b. Neuss) – Kapellen-Wevelinghoven – Grevenbroich – Gustorf – Frimmersdorf – Bedburg (Erft) * nur wochentags sowie am Wochenende in Tagesrandlage Stand: Fahrplanwechsel Dezember 2021 | 60 min 30 min (Neuss–Grevenbroich wochentags)    | Vias Rail        |
| RE 47       | Düssel-Wupper-Express: Düsseldorf Hbf – Düsseldorf-Eller Mitte – Hilden – Solingen Hbf – Solingen-Grünewald – Solingen Mitte – Remscheid-Güldenwerth – Remscheid Hbf – Remscheid-Lennep Stand: April 2024 | 60 min                                           | Regiobahn        |

### S-Bahn
Folgende S-Bahn-Linien bedienen Düsseldorf. Sie kreuzen sich allesamt im Hauptbahnhof.
| Linie | Verlauf | Takt | Betreiber    |
| ----- | --- | --- | ------------ |
| S 1   | Solingen Hbf – SG-Vogelpark – Hilden Süd – Hilden – D-Eller – D-Eller Mitte – D-Oberbilk – D-Volksgarten – Düsseldorf Hbf – D-Wehrhahn – D-Zoo – D-Derendorf – D-Unterrath – D-Flughafen – Angermund – DU-Rahm – DU-Großenbaum – DU-Buchholz – DU-Schlenk – Duisburg Hbf – MH-Styrum – Mülheim (Ruhr) Hbf – E-Frohnhausen – Essen West – Essen Hbf – E-Steele – E-Steele Ost – E-Eiberg – Wattenscheid-Höntrop – BO-Ehrenfeld – Bochum Hbf – BO-Langendreer West – BO-Langendreer – DO-Kley – DO-Oespel – DO-Universität – DO-Dorstfeld Süd – DO-Dorstfeld – Dortmund Hbf Stand: Fahrplanwechsel Dezember 2023                                                              | 30 min 20 min (Solingen–Duisburg wochentags) | DB Regio     |
| S 6   | Essen Hbf – Essen Süd – E-Stadtwald – E-Hügel – E-Werden – Kettwig – Kettwig Stausee – Hösel – Ratingen Ost – D-Rath – D-Rath Mitte – D-Derendorf – D-Zoo – D-Wehrhahn – Düsseldorf Hbf – D-Volksgarten – D-Oberbilk – D-Eller Süd – D-Reisholz – D-Benrath – D-Garath – D-Hellerhof – Langenfeld-Berghausen – Langenfeld (Rheinland) – Lev.-Rheindorf – Lev.-Küppersteg – Leverkusen Mitte – Lev.-Chempark – K-Stammheim – K-Mülheim – K-Buchforst – K-Messe/Deutz – Köln Hbf – K-Hansaring – K-Nippes (– K-Geldernstr./Parkgürtel – K-Longerich – K-Volkhovener Weg – K-Chorweiler – K-Chorweiler Nord – K-Blumenberg – K-Worringen) Stand: Fahrplanwechsel Dezember 2023 | 20 min (werktags) 30 min (sonn-/feiertags, Essen–Düsseldorf auch samstags) Nippes–Worringen nur werktags 5–20 Uhr und sonn-/feiertags 11–21 Uhr | DB Regio     |
| S 8   | Hagen Hbf – HA-Wehringhausen – HA-Heubing – HA-Westerbauer – Gevelsberg-Knapp – Gevelsberg Hbf – Gevelsberg-Kipp – Gevelsberg West – Schwelm – Schwelm West – W-Langerfeld – W-Oberbarmen – W-Barmen – W-Unterbarmen – Wuppertal Hbf – W-Steinbeck – W-Zoologischer Garten – W-Sonnborn – W-Vohwinkel – Haan-Gruiten – Hochdahl-Millrath – Hochdahl – Erkrath – D-Gerresheim – D-Flingern – Düsseldorf Hbf – D-Friedrichstadt – D-Bilk – D-Völklinger Straße – D-Hamm – NE Rheinpark-Center – NE Am Kaiser – Neuss Hbf – Büttgen – Kleinenbroich – Korschenbroich – MG-Lürrip – Mönchengladbach Hbf Stand: Fahrplanwechsel Dezember 2023                                    | 30 min 60 min (Hagen–Oberbarmen) 20 min (Oberbarmen–M’gladbach wochentags)                                                                      | DB Regio     |
| S 11  | D-Flughafen Terminal – D-Unterrath – D-Derendorf – D-Zoo – D-Wehrhahn – Düsseldorf Hbf – D-Friedrichstadt – D-Bilk – D-Völklinger Straße – D-Hamm – NE Rheinparkcenter – NE Am Kaiser – Neuss Hbf – Neuss Süd – Norf – NE-Allerheiligen – Nievenheim – Dormagen – Dormagen-Chempark – Köln-Worringen – K-Blumenberg – K-Chorweiler Nord – K-Chorweiler – K-Volkhovener Weg – K-Longerich – K-Geldernstraße/Parkgürtel – K-Nippes – K-Hansaring – Köln Hbf – K-Messe/Deutz – K-Buchforst – K-Mülheim – K-Holweide – K-Dellbrück – Duckterath – Bergisch Gladbach Stand: Fahrplanwechsel Dezember 2023                                                                        | 20 min | DB Regio NRW |
| S 28  | Kaarster See – Kaarster Bahnhof – Kaarst Mitte/Holzbüttgen – IKEA Kaarst – Neuss Hbf – NE Am Kaiser – NE Rheinpark-Center – D-Hamm – D-Völklinger Straße – D-Bilk – D-Friedrichstadt – Düsseldorf Hbf – D-Flingern – D-Gerresheim – Erkrath Nord – Neanderthal – Mettmann Zentrum – Mettmann Stadtwald – Hahnenfurth-Düssel – W-Vohwinkel – W-Zoologischer Garten – W-Steinbeck – Wuppertal Hbf Stand: Fahrplanwechsel Dezember 2023 | 20 min (wochentags) 20/40 min (Mettmann–Wuppertal wochentags) 30 min (Wochenenden/Feiertage)                                                    | Regiobahn    |
| S 68  | W-Vohwinkel – Haan-Gruiten – Hochdahl-Millrath – Hochdahl – Erkrath – D-Gerresheim – D-Flingern – Düsseldorf Hbf – D-Volksgarten – D-Oberbilk – D-Eller Süd – D-Reisholz – D-Benrath – D-Garath – D-Hellerhof – Langenfeld-Berghausen – Langenfeld (Rheinland) Stand: Fahrplanwechsel Dezember 2023 | 20 min (nur zur HVZ) | DB Regio     |

## Zukunft des Nahverkehrs
Für den aktuellen Nahverkehrsplan von 2017 wurden die verschiedensten Maßnahmenvorschläge gesammelt. Für den Nahverkehr in Düsseldorf bedeuten einige Maßnahmen, wie die Eröffnung der Flughafenlinien U81 und U82, womöglich die Einstellung des SkyTrains, falls dieser auf seiner Strecke tatsächlich durch Stadtbahnen ersetzt werden soll. Bis jetzt stehen diese Maßnahme aber nicht im Vordergrund, da man mit einer Inbetriebnahme erst ab 2030 rechnet. Zudem ist für das Jahr 2025 bereits ein neuer Nahverkehrsplan in Planung.